# Перлівець Іно
Перлівець Іно або перлівець таволжаний (Brenthis ino) — вид денних метеликів родини Сонцевики (Nymphalidae).

## Назва
Вид названо на честь персонажа грецької міфології Іно — дочка фіванського царя Кадма і Гармонії, дружина Атаманта.

## Поширення
Вид поширений у Європі та помірній Азії від Іспанії до Японії. В Україні вид трапляється у лісовій та лісостеповій зонах, відсутній у степовій зоні.

## Опис
Довжина крил до 30 мм. Гусениця світло-коричневого кольору, з жовтою або білою спинний і бічними смугами, облямованими чорними зазублинами. Лялечка жовто-бура.

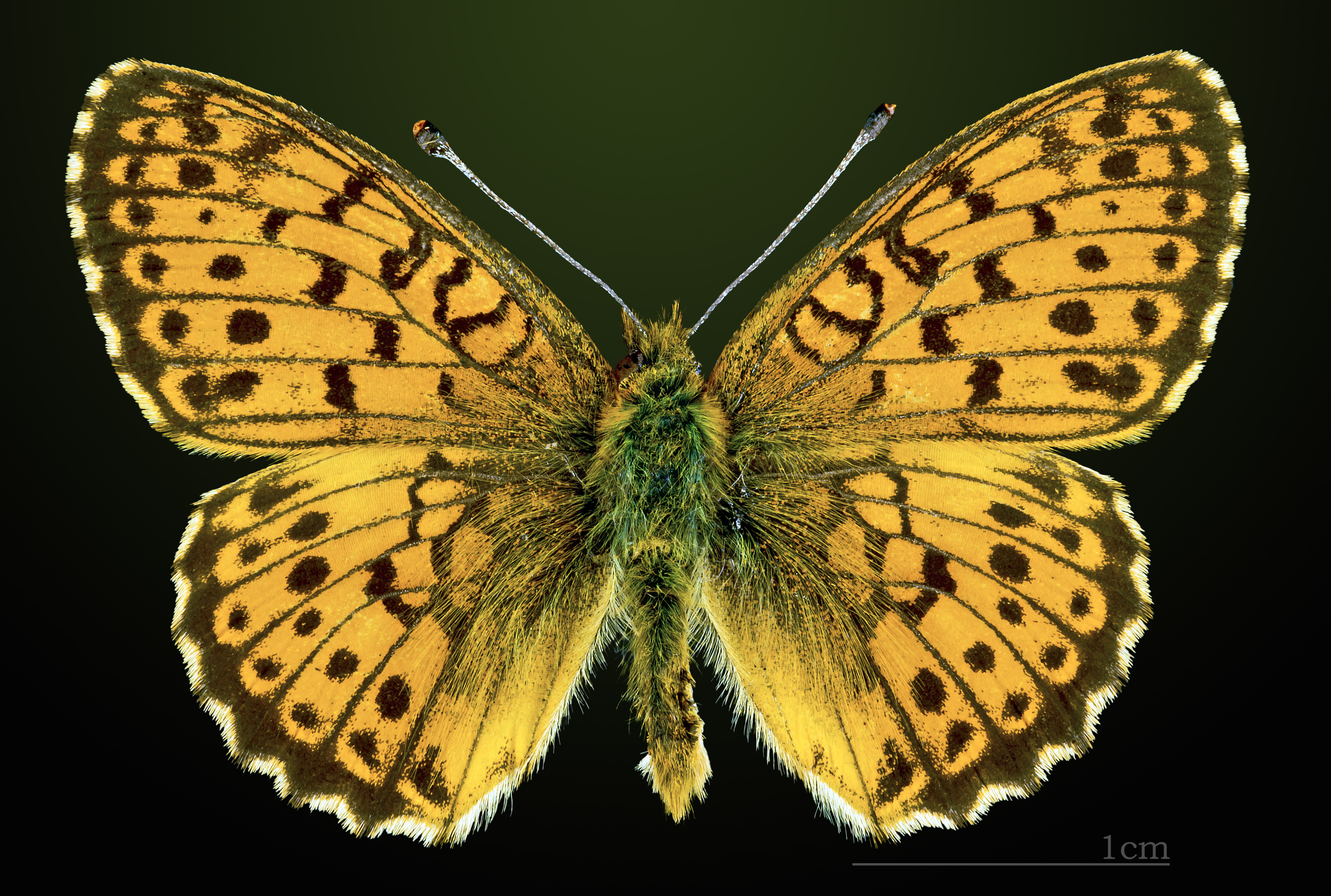
Дорсальна сторона метелика
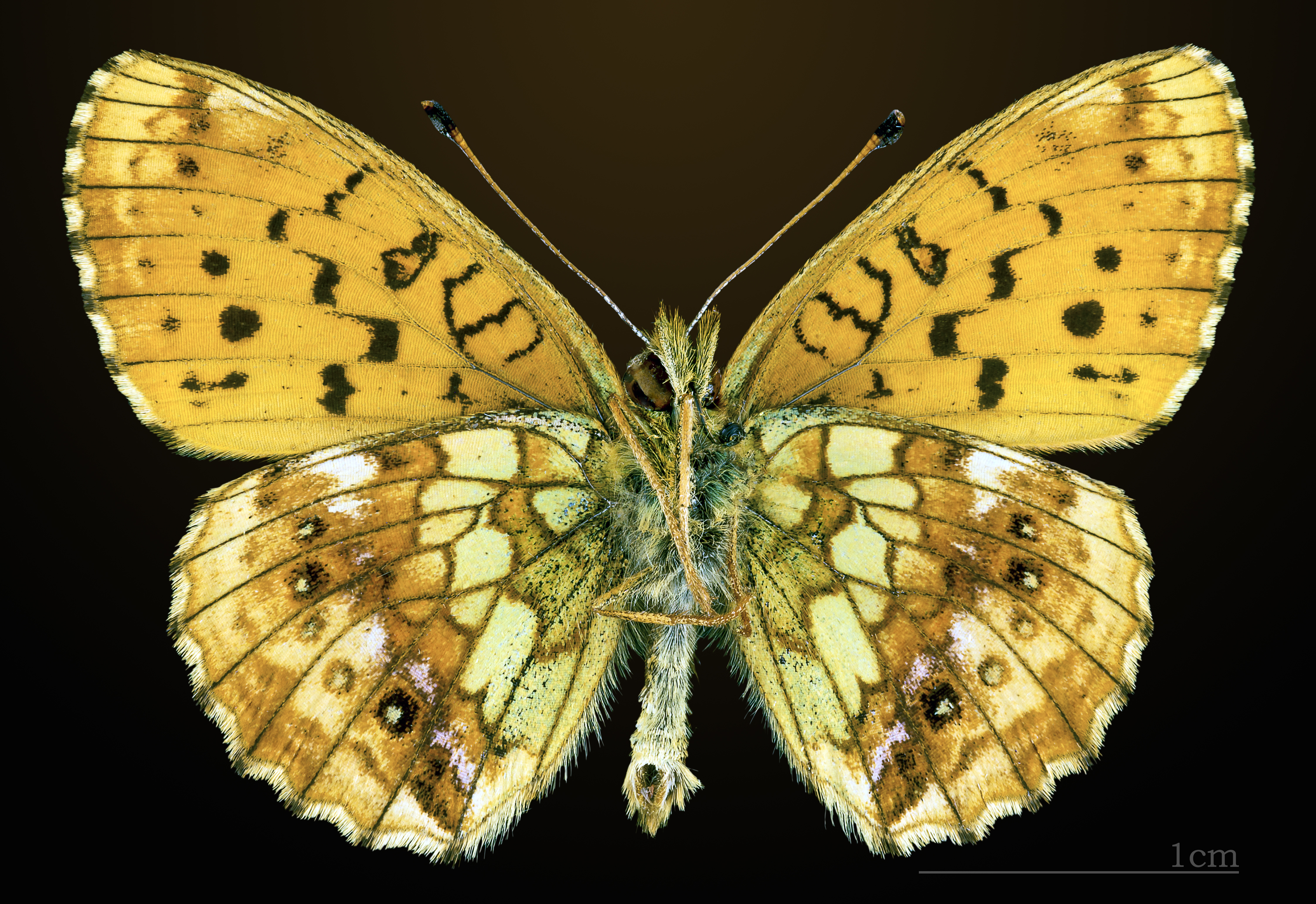
Вентральна сторона метелика
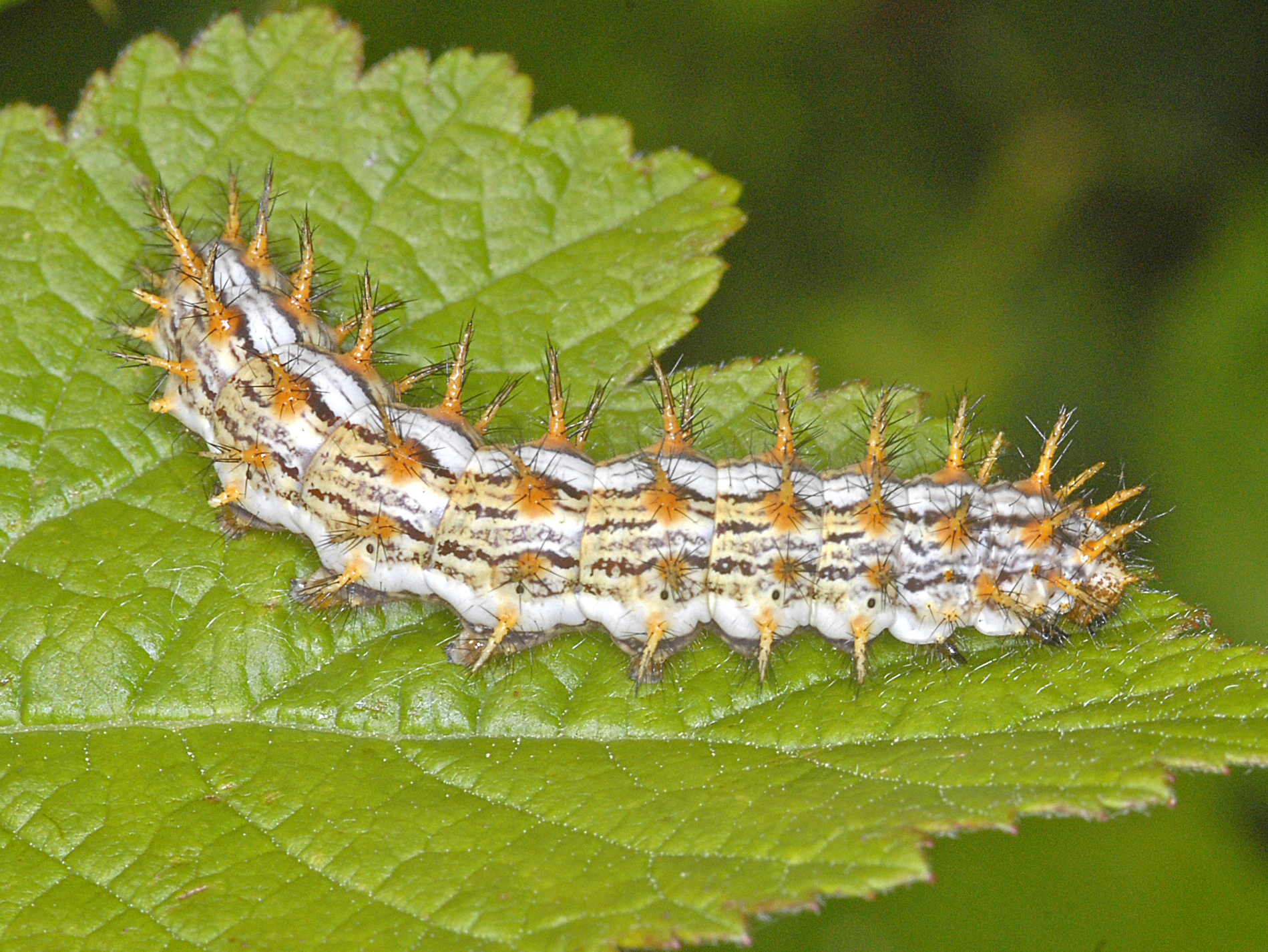
Гусінь
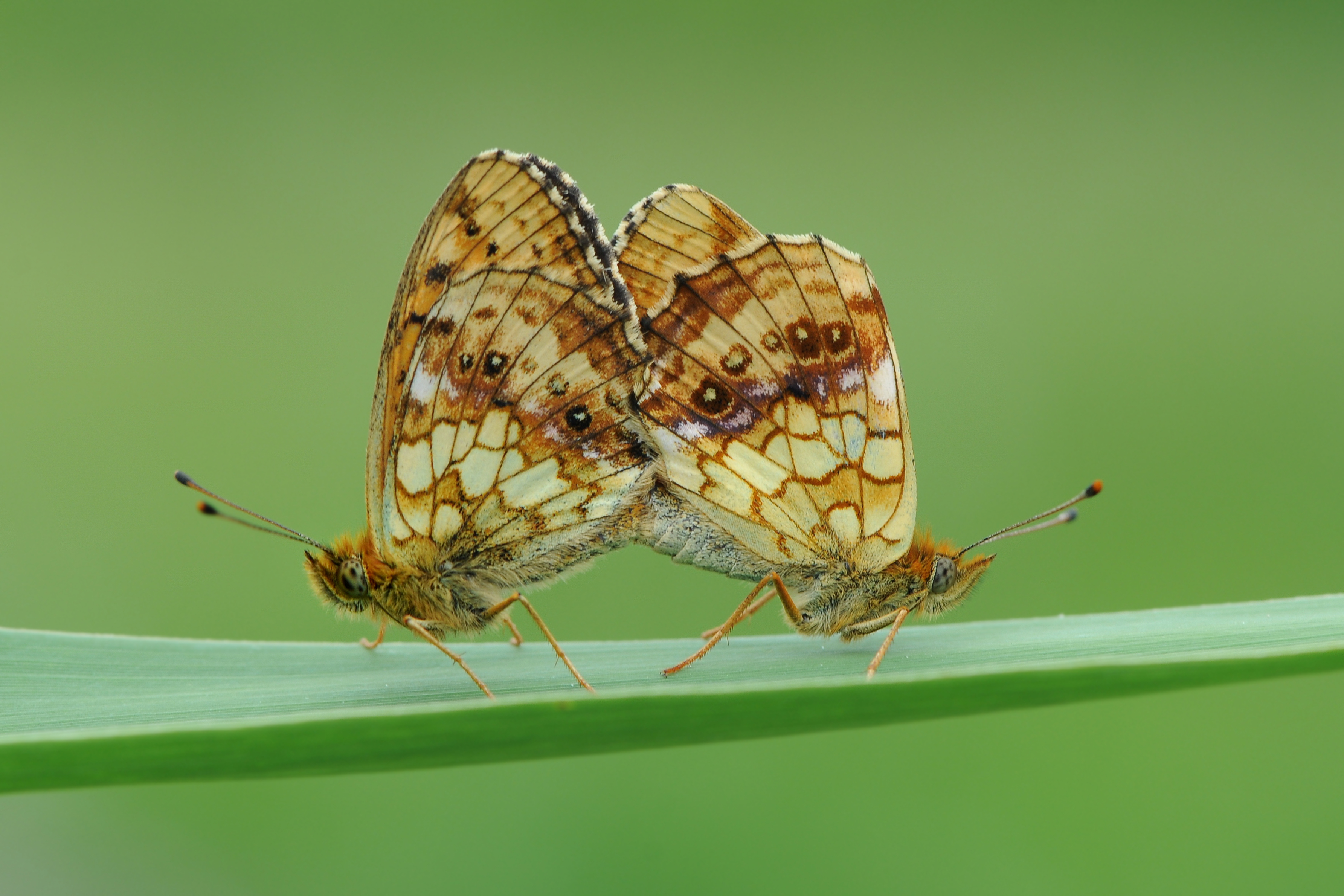
Пара, що парується

## Спосіб життя
Метелики літають у червні-липні. Самиця відкладає поштучно на нижню сторону листя кормових рослин світло-жовті, сплющені на кінці яйця з 14 поздовжніми борозенками. Зимує гусениця. Кормовими рослина гусені є гадючник, родовик, малина, ожина, фіалка, таволжник.